# Grand Prix-seizoen 1934
Het Grand Prix-seizoen 1934 was het tweede en laatste Grand Prix-jaar van de pauze van het Europees kampioenschap. Het seizoen begon op 18 februari en eindigde op 28 oktober na zes Grandes Épreuves en 32 andere races.

## Kalender

### Grandes Épreuves
| Ronde | Datum        | Grand Prix | Circuit           | Winnaar                          | Constructeur  | Verslag |
| ----- | ------------ | ---------- | ----------------- | -------------------------------- | ------------- | ------- |
| 1     | 2 april      | Monaco     | Monaco            | Guy Moll                         | Alfa Romeo    | verslag |
| 2     | 1 juli       | Frankrijk  | Linas-Montlhéry   | Louis Chiron                     | Alfa Romeo    | verslag |
| 3     | 15 juli      | Duitsland  | Nürburgring       | Hans Stuck                       | Auto-Union    | verslag |
| 4     | 29 juli      | België     | Spa-Francorchamps | René Dreyfus                     | Bugatti       | verslag |
| 5     | 9 september  | Italië     | Monza             | Rudolf Caracciola, Luigi Fagioli | Mercedes-Benz | verslag |
| 6     | 23 september | Spanje     | Lasarte           | Luigi Fagioli                    | Mercedes-Benz | verslag |

### Andere races
| Datum        | Land             | Racenaam                        | Circuit         | Winnaar                 | Constructeur  | Verslag |
| ------------ | ---------------- | ------------------------------- | --------------- | ----------------------- | ------------- | ------- |
| 18 februari  | Zweden           | Vallentunaloppet                | Vallentnasjön   | Paul Pietsch            | Alfa Romeo    | verslag |
| 25 februari  | Noorwegen        | Grand Prix van Noorwegen        | Mjøsa           | Per Victor Widengren    | Alfa Romeo    | verslag |
| 22 april     | Italië           | Alessandria Circuit             | Alessandria     | Achille Varzi           | Alfa Romeo    | verslag |
| 6 mei        | Italië           | Grand Prix van Tripoli          | Mellaha         | Achille Varzi           | Alfa Romeo    | verslag |
| 13 mei       | Finland          | Grand Prix van Finland          | Eläintarharata  | Eugen Bjørnstad         | Alfa Romeo    | verslag |
| 20 mei       | Marokko          | Grand Prix van Marokko          | Anfa            | Louis Chiron            | Alfa Romeo    | verslag |
| 20 mei       | Italië           | Targa Florio                    | Madonie         | Achille Varzi           | Alfa Romeo    | verslag |
| 20 mei       | België           | Grand Prix des Frontières       | Chimay          | Willy Longueville       | Bugatti       | verslag |
| 27 mei       | Duitsland        | Avusrennen                      | AVUS            | Guy Moll                | Alfa Romeo    | verslag |
| 27 mei       | Frankrijk        | Grand Prix van Picardië         | Péronne         | Benoît Falchetto        | Maserati      | verslag |
| 2 juni       | Groot-Brittannië | Mannin Moar                     | Douglas         | Brian Lewis             | Alfa Romeo    | verslag |
| 3 juni       | Duitsland        | Eifelrennen                     | Nürburgring     | Manfred von Brauchitsch | Mercedes-Benz | verslag |
| 3 juni       | Zwitserland      | Grand Prix van Montreux         | Montreux        | Carlo Felice Trossi     | Alfa Romeo    | verslag |
| 17 juni      | Spanje           | Grand Prix van Penya Rhin       | Montjuïc Park   | Achille Varzi           | Alfa Romeo    | verslag |
| 8 juli       | Frankrijk        | Grand Prix de la Marne          | Reims-Gueux     | Louis Chiron            | Alfa Romeo    | verslag |
| 15 juli      | Frankrijk        | Grand Prix van Vichy            | Vichy           | Carlo Felice Trossi     | Alfa Romeo    | verslag |
| 22 juli      | Italië           | Coppa Ciano                     | Montenero       | Achille Varzi           | Alfa Romeo    | verslag |
| 22 juli      | Frankrijk        | Grand Prix van Albi             | Albi            | Rupert Featherstonhaugh | Maserati      | verslag |
| 22 juli      | Frankrijk        | Grand Prix van Dieppe           | Dieppe          | Philippe Étancelin      | Maserati      | verslag |
| 15 augustus  | Italië           | Coppa Acerbo                    | Pescara         | Luigi Fagioli           | Mercedes-Benz | verslag |
| 19 augustus  | Frankrijk        | Grand Prix van Nice             | Nice            | Achille Varzi           | Alfa Romeo    | verslag |
| 26 augustus  | Frankrijk        | Grand Prix du Comminges         | Saint-Gaudens   | Gianfranco Comotti      | Alfa Romeo    | verslag |
| 26 augustus  | Zwitserland      | Grand Prix van Zwitserland      | Bremgarten      | Hans Stuck              | Auto-Union    | verslag |
| 2 september  | Italië           | Biella Circuit                  | Biella          | Carlo Felice Trossi     | Alfa Romeo    | verslag |
| 9 september  | Frankrijk        | Grand Prix van U.M.F.           | Linas-Montlhéry | Benoît Falchetto        | Alfa Romeo    | verslag |
| 30 september | Tsjechoslowakije | Grand Prix van Tsjechoslowakije | Brno            | Hans Stuck              | Auto-Union    | verslag |
| 3 oktober    | Brazilië         | Grand Prix van Rio de Janeiro   | Gávea           | Irineu Correa           | Ford          | verslag |
| 5 oktober    | Groot-Brittannië | Donington Park Trophy           | Donington Park  | Whitney Straight        | Maserati      | verslag |
| 13 oktober   | Groot-Brittannië | Mountain Championship           | Brooklands      | Whitney Straight        | Maserati      | verslag |
| 14 oktober   | Italië           | Grand Prix van Modena           | Modena          | Tazio Nuvolari          | Maserati      | verslag |
| 21 oktober   | Italië           | Grand Prix van Napels           | Posillipo       | Tazio Nuvolari          | Maserati      | verslag |
| 28 oktober   | Frankrijk        | Grand Prix van Algerije         | Algiers         | Jean-Pierre Wimille     | Bugatti       | verslag |

1894 · 1895 · 1896 · 1897 · 1898 · 1899 · 1900 · 1901 · 1902 · 1903 · 1904 · 1905 · 1906 · 1907 · 1908 · 1909 · 1910 · 1911 · 1912 · 1913 · 1914 · 1915 · 1916 · Eerste Wereldoorlog · 1919 · 1920 · 1921 · 1922 · 1923 · 1924 · 1925 · 1926 · 1927 · 1928 · 1929 · 1930 · 1931 · 1932 · 1933 · 1934 · 1935 · 1936 · 1937 · 1938 · 1939 · 1940-1945 (Tweede Wereldoorlog) · 1946 · 1947 · 1948 · 1949 
 Lijst van Grand Prix-wedstrijden voor 1950